# Kunowo (Szamotuły)
Pour les articles homonymes, voir Kunowo.
Kunowo (prononciation : [kuˈnɔvɔ]) est un village polonais de la gmina de Duszniki dans le powiat de Szamotuły de la voïvodie de Grande-Pologne dans le centre-ouest de la Pologne.
Il se situe à environ 5 kilomètres à l'est de Duszniki (siège de la gmina), 19 kilomètres au sud-ouest de Szamotuły (siège du powiat), et à 32 kilomètres à l'ouest de Poznań (capitale de la Grande-Pologne).

## Histoire
De 1975 à 1998, le village faisait partie du territoire de la voïvodie de Poznań.

Depuis 1999, Kunowo est situé dans la voïvodie de Grande-Pologne.
Le village possède une population de 186 habitants en 2011.